# Ingolf Diederichs
Ingolf Diederichs, né le 13 avril 1964 à Wismar et mort le 13 janvier 1989 à Berlin, est une victime du mur de Berlin. Il a tenté de franchir le mur entre les quartiers de Prenzlauer Berg de Wedding et a été mortellement blessé en sautant d’un S-Bahn en circulation. Après lui deux autres personnes ont été les dernières victimes du Mur de Berlin.

## Biographie
Ingolf Diedrichs avait suivi une formation de formation de mécanicien d’entretien. Puis il s’était spécialisé dans l’enseignement scolaire professionnel à l’université de Dresde.

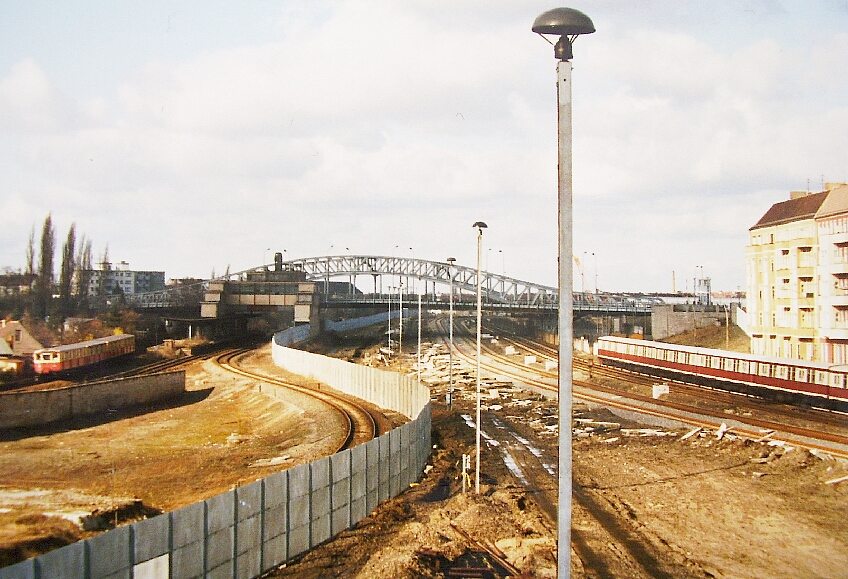
Vue sur le Bösebrücke avec les installations frontalières ; à droite le S-Bahn de Berlin-est dans la direction de Pankow

En 1989, il a décidé de fuir la RDA. Son plan était de fuir par le S-Bahn qui allait de la gare de Berlin-Pankow à la gare de Berlin Schönhauser Allee et de sauter du train près de la Bornholmer Straße. À un endroit précis, seuls 20 mètres séparaient les rails du S-Bahn de Berlin ouest. C’est pourquoi la frontière y était renforcée par un mur de 5,4  mètres de haut qu’Ingolf Diederichs voulait franchir à l’aide d’une échelle pliante de sa construction qu’il avait apportée. Vers 18 heures 30, Ingolf Diederichs a sauté du S-Bahn, est resté malheureusement suspendu et a été trainé. Il est mort des suites de ses lourdes blessures. Son corps a été découvert un peu plus tard par le conducteur d’un S-Bahn circulant en sens inverse 10 mètres au nord du Bösebrücke.
En 1994, le procureur de Berlin réunifié a mené une enquête sur les circonstances de la mort, qui avait été qualifiée d’accident par le ministère de la Sécurité d'État de la RDA. Celle-ci a exclu la présence de tiers coupables.